# Chodel (gmina)
Chodel (do 1870 gmina Ratoszyn) – gmina wiejska w województwie lubelskim, w powiecie opolskim. W latach 1975–1998 gmina położona była w województwie lubelskim.
Siedziba gminy to Chodel.
Według danych z 30 czerwca 2004 gminę zamieszkiwały 6782 osoby. Natomiast według danych z 31 grudnia 2017 roku gminę zamieszkiwało 6658 osób.
Gmina powstała za Królestwa Polskiego w powiecie lubelskim w guberni lubelskiej 13 stycznia 1870, w związku z przemianowaniem dotychczasowej gminy Ratoszyn na Chodel, po przyłączeniu do niej pozbawionego praw miejskich Chodla. 1 kwietnia 1929 w skład gminy włączono osadę młyńską Kożuchówka z gminy Godów.

## Struktura powierzchni
Według danych z roku 2002 gmina Chodel ma obszar 108,21 km², w tym:
- użytki rolne: 80%
- użytki leśne: 15%

Gmina stanowi 13,46% powierzchni powiatu.

## Demografia

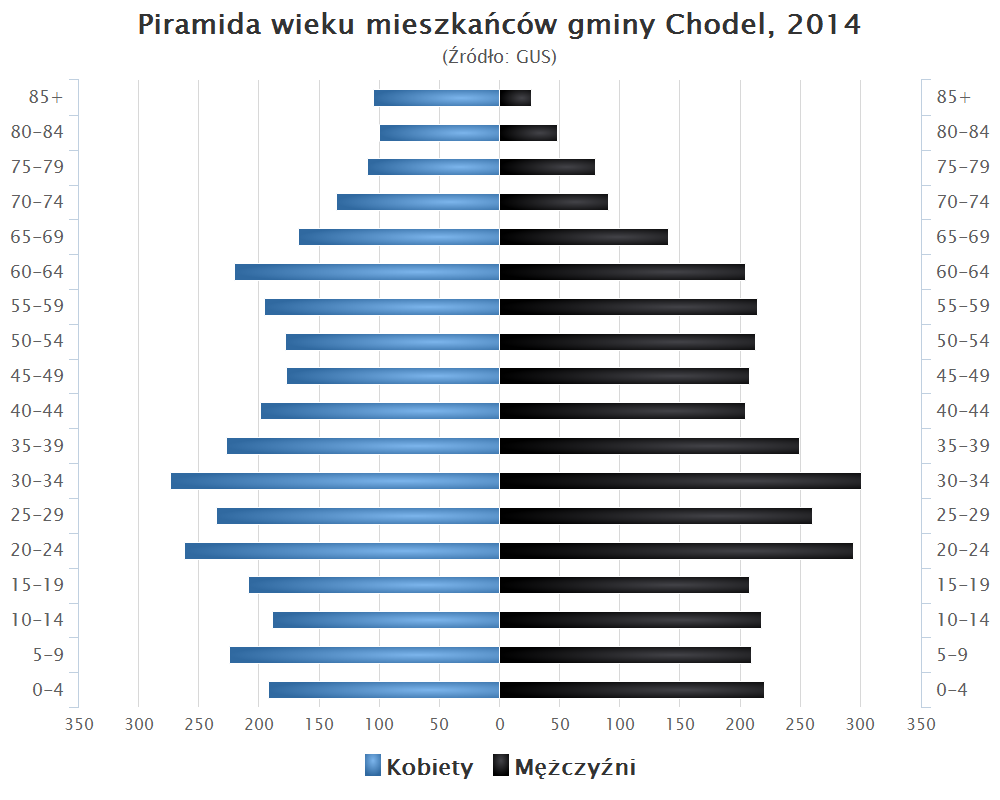
Piramida wieku mieszkańców gminy Chodel w 2014 roku

Dane z 30 czerwca 2004:
| Opis                              | Ogółem | Ogółem | Kobiety | Kobiety | Mężczyźni | Mężczyźni |
| --------------------------------- | ------ | ------ | ------- | ------- | --------- | --------- |
| jednostka                         | osób   | %      | osób    | %       | osób      | %         |
| populacja                         | 6782   | 100    | 3374    | 49,7    | 3408      | 50,3      |
| gęstość zaludnienia (mieszk./km²) | 62,7   | 62,7   | 31,2    | 31,2    | 31,5      | 31,5      |

## Sołectwa
Adelina, Antonówka, Borów, Borów-Kolonia, Budzyń, Chodel, Godów, Granice, Grądy, Huta Borowska, Jeżów, Książ, Lipiny, Majdan Borowski, Osiny, Przytyki, Radlin, Ratoszyn Drugi, Ratoszyn Pierwszy, Siewalka, Stasin, Świdno, Trzciniec, Zastawki, Zosinek.
Bez statusu sołectwa jest Kawęczyn. 

## Sąsiednie gminy
Bełżyce, Borzechów, Opole Lubelskie, Poniatowa, Urzędów